# Рудольф Реннекке

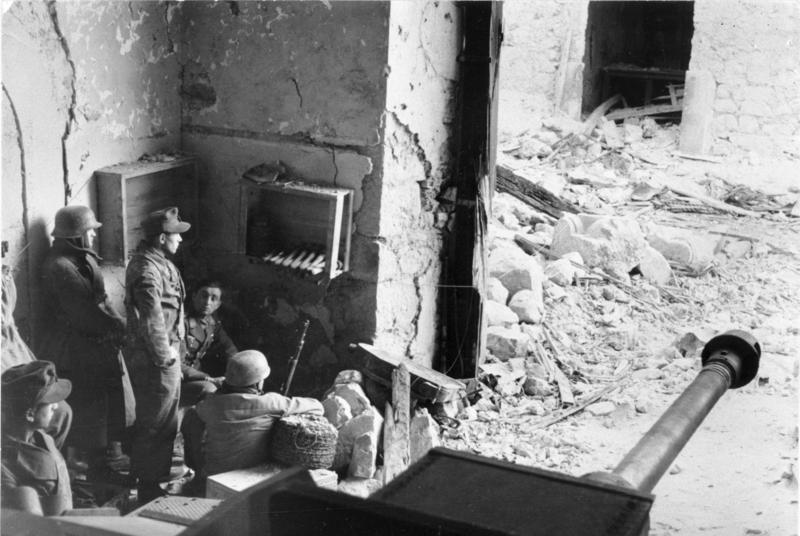
Командний пункт гауптмана Реннеке у зруйнованому будинку в Кассіно. Командир сидіть у куту, без головного убору. Поруч стоїть Sturmgeschütz III

Рудольф Реннекке (нім. Rudolf Rennecke; нар. 19 червня 1915, Лейпциг — пом. 3 березня 1986, Бад-Райхенгалль, Баварія) — німецький офіцер, оберст-лейтенант повітряно-десантних військ Вермахту. За часів Другої світової війни командував парашутно-десантним полком 1-ї парашутної дивізії Люфтваффе. Кавалер Лицарського хреста з дубовим листям.

## Біографія
Рудольф Реннекке народився 19 червня 1915 у саксонському місті Лейпциг. З листопада 1937 року на військовій службі в піхотному полку, згодом у парашутно-десантному батальйоні 1-го парашутного полку 7-ї повітряної дивізії Люфтваффе. Взяв активну участь у Польській та Голландській кампаніях Вермахту: 24 вересня 1939 року під час Польської кампанії бився у бою за Воля-Гувовська в східній Польщі, а 10 травня 1940 року разом з іншими десантними підрозділами генерала Штудента десантувався в Голландії на Мурдейк, з метою захоплення мостів. За бойові заслуги відзначений Залізними хрестами обох ступенів.
Військова кар'єра
- 3 листопада 1937 — солдат
- 1 липня 1940 — лейтенант
- 1 липня 1942 — обер-лейтенант
- 1 січня 1944 — гауптман
- 1 червня 1944 — майор
- 30 січня 1945 — оберст-лейтенант

1 липня 1940 отримав звання лейтенант резерву й став командиром взводу 7-ї роти в 3-му парашутному полку дивізії. На чолі свого підрозділу десантувався на грецький острів Крит у ході операції «Меркурій».
З жовтня 1941 року на Східному фронті, брав участь у боях навколо обложеного Ленінграда. 1 липня 1942 року підвищений у званні до обер-лейтенанта. З 1943 року Реннекке на чолі роти бився в Італії. З 1 січня 1944 — гауптман.
9 червня 1944 року удостоєний Лицарського хреста Залізного хреста, а 25 листопада 1944 — дубового листя до Лицарського хреста.
30 січня 1945 року присвоєне військове звання оберст-лейтенант, з березня 1945 — командир 1-го парашутного полку 1-ї парашутної дивізії. З травня 1945 року в полоні у союзників.